# Villers-en-Vexin
Villers-en-Vexin är en kommun i departementet Eure i regionen Normandie i norra Frankrike. Kommunen ligger i kantonen Étrépagny som tillhör arrondissementet Les Andelys. År 2022 hade Villers-en-Vexin 313 invånare.

## Befolkningsutveckling
Antalet invånare i kommunen Villers-en-Vexin
Referens:INSEE